# TKM
TKM (сокращение от пол. Teraz, kurwa, my — Теперь, блядь, мы) — популярное в польской политике сокращение, означающее «психологию победителя» — когда, «дорвавшись» до власти, партия начинает принимать решения, руководствуясь разделением на «мы» и «они» (где «они» — предыдущая партия власти), а не фактической обстановкой и опытом.
Термин используется в авторитетных польских газетах: Gazeta Wyborcza, Rzeczpospolita, Polityka, журнале Wprost.
В 1997 году Ярослав Качиньский, отвечая на вопрос журналиста о том, почему он не участвовал в выборах от Избирательной Акции Солидарность (AWS) (одним из основателей которой он был), ответил, что в AWS заметную роль стала играть «неформальная партия TKM», руководствующаяся личными связями между «своими людьми».
Выражение нередко переосмысливается в сатирических целях. Так, когда после победы партии Право и справедливость на парламентских выборах 2005 года премьером был назначен Казимеж Марцинкевич, оппонент ПиС Марек Боровский расшифровал TKM как «Teraz Kolega Marcinkiewicz» («теперь коллега Марцинкевич»). На одном из каналов польского телевидения выходит политическая передача под названием «Teraz my» (без подразумеваемого ругательства).
Адам Михник:

Есть очень интересная проблема поколений. Пришло новое поколение. И они думают, почему эти старики, такие, как Вайда или Михник, так важно выглядят в кино, на радио и т. д. Говорят, что у них есть такой слоган: ТБМ — Теперь, бл.., мы.
Это очень важно. Это новое поколение имеет двойной комплекс. С одной стороны, они против либералов, потому что ищут твердых ценностей. С другой стороны, они очень циничны, безыдейны. Но им хочется денег, власти и т. д. И все вместе это дает силу Качиньскому.